# Kyla Cole
Martina Jacová (Ostrovany, Prešov; 10 de noviembre de 1978), conocida artísticamente como Kyla Cole, es una modelo de glamour, actriz y presentadora de televisión eslovaca retirada. Fue la primera mujer de su país en posar desnuda para la versión americana de la revista Penthouse.

## Carrera
Kyla comenzó a modelar en 1999, y se hizo conocida cuando posó desnuda para la revista Penthouse, siendo nombrada la Pet of the Month de marzo de 2000 de dicha revista. Además de la revista Penthouse, Kyla ha modelado para varias revistas eróticas, y también apareció en algunas de las películas eróticas del director y productor estadounidense Andrew Blake. Aunque Kyla es considerada una estrella de cine para adultos, nunca realizó películas o fotografías hardcore con hombres. Kyla también trabajaba y mantenía un orfanato en Eslovaquia.

## Filmografía
| Año  | Título                      | Estudio                | Director          |
| ---- | --------------------------- | ---------------------- | ----------------- |
| 2001 | Blond & Brunettes           | Studio A Entertainment | Andrew Blake      |
| 2001 | Exhibitionists              | Studio A Entertainment | Andrew Blake      |
| 2001 | Penthouse: Pets In Paradise | Penthouse Video        | Nicholas Guccione |
| 2002 | The Villa                   | Studio A Entertainment | Andrew Blake      |
| 2009 | Dream Flicks                | Digital Desire         | J. Stephen Hicks  |
| 2009 | Smoking Hot Girls           | Studio A Entertainment | Andrew Blake      |

| Año  | Título     | Papel | Director        |
| ---- | ---------- | ----- | --------------- |
| 2007 | Rumble Boy | Karen | Ronnie Ricketts |

## Títulos obtenidos
- Miss Monticello Raceway 1999 (NY, USA)[3]
- Miss Hawaian Tropic of West Palm Beach 2000 (FL, USA)[3]
- Miss Wet Shirt, Radio Kiss Morava 2001[3]